# Dinamo-Auto Tyraspol
Dinamo-Auto Tyraspol (rum. FC Dinamo-Auto Tiraspol) – mołdawski klub piłkarski, mający siedzibę w mieście Tyraspol na wschodzie kraju.

## Historia
Klub został założony 24 lipca 2009 roku jako Dinamo-Auto Tyraspol. Głównym sponsorem klubu jest Państwowy Inspektorat Drogowy w Naddniestrzu. W sezonie 2009/10 debiutował w grupie północnej trzeciej ligi, w której zajął 1. miejsce i awansował do drugiej ligi. W pierwszym sezonie zajął 3. miejsce, w drugim 7. miejsce, a w trzecim 3. miejsce i po raz pierwszy zdobył awans do pierwszej ligi.

## Sukcesy

### Trofea krajowe
| \| \| Zdobyte trofea w rozgrywkach Mołdawii (stan na: 31-05-2021) \| |                                                             |      |            |
| Rozgrywki                                                            | Osiągnięcie                                                 | Razy | Sezon(y)   |
| Mistrzostwo                                                          | I miejsce                                                   | 0    |            |
| Mistrzostwo                                                          | II miejsce                                                  | 0    |            |
| Mistrzostwo                                                          | III miejsce                                                 | 0    |            |
| Mistrzostwo                                                          | 4. miejsce                                                  | 1    | 2019       |
| Puchar                                                               | zdobywca                                                    | 0    |            |
| Puchar                                                               | finalista                                                   | 0    |            |
| Puchar                                                               | półfinał                                                    | 2    | 2017, 2021 |
| II liga                                                              | I miejsce                                                   | 0    |            |
| II liga                                                              | II miejsce                                                  | 0    |            |
| II liga                                                              | III miejsce                                                 | 2    | 2011, 2013 |
| Mołdawia                                                             | Zdobyte trofea w rozgrywkach Mołdawii (stan na: 31-05-2021) |      |            |

## Stadion
Klub rozgrywa swoje mecze domowe na stadionie Dinamo-Auto we wsi Tîrnauca w pobliżu Tyraspola, który może pomieścić 1,300 widzów.

## Europejskie puchary
Legenda do wszystkich tabel:
- Q – runda eliminacyjna, 1/16, 1/8, 1/4, 1/2 – odpowiednia faza rozgrywek, Grupa – runda grupowa, 1r gr – pierwsza runda grupowa, 2r gr – druga runda grupowa, F – finał, R – runda, PO – play-off
- k. – rzuty karne, los. – losowanie, Dogr. – dogrywka, w. – zasada bramek strzelonych na wyjeździe

| Sezon   | Rozgrywki   | Runda | Klub         | Dom     | Wyjazd  | Ogólnie |
| ------- | ----------- | ----- | ------------ | ------- | ------- | ------- |
| 2020/21 | Liga Europy | 1Q    | FK Ventspils | 1–2 (W) | 1–2 (W) | 1–2 (W) |